# Navy Seals, comandament especial
Navy Seals, comandament especial (títol original: Navy Seals) és una pel·lícula estatunidenca dirigida per Lewis Teague, estrenada l'any 1990. Ha estat doblada al català.
És l'un dels escassos films de Hollywood que mostra la guerra del Líban, juntament amb Spy Game i Munich. Encara que inscrivint-se a la moguda del cinema de seguretat nacional, es poden detectar alguns elements crítics.

## Argument
Aquest film posa en escena un equip dels SEAL qui segueix a través de l'Orient Mitjà un grup de terroristes que han aconseguit míssils americans (via Iran-Contra)

## Repartiment
- Charlie Sheen: tinent Dale Hawkins
- Michael Biehn: tinent James Curran
- Joanne Whalley: Clara Varrens
- Rick Rossovich: Leary
- Cyril O'Reilly: Rexer
- Bill Paxton: Dane
- Dennis Haysbert: cap Billy Graham
- Paul Sanchez: Ramos
- Nicholas Kadi: Ben Shaheed
- Ronald G. Joseph: capità Dunne
- S. Epatha Merkerson: Jolena
- Gregory McKinney: conductor d'helicòpter
- Rob Moran: copilot d'helicòpter
- Richard Venture: Adm. Colker
- Mark Carlton: Jim Elmore

## Rebuda
- "Fluixa cinta d'acció militar atapeïda d'arguments propagandístics i amb diversos convencionalismes en el seu guió. Una llàstima perquè Teague havia demostrat abans una gran capacitat creativa "[3]